# 1931

## Esdeveniments
Països Catalans
- 19 de gener, Barcelona: Pepa Colomer, primera aviadora catalana, obté la llicència de pilot, de la Direcció General d'Aeronàutica Civil espanyola.[1]
- 22 de febrer, Barcelona: Francesc Macià torna de Bèlgica, on s'havia exiliat a causa dels fets de Prats de Molló.
- 17-19 de març: Per la unió del Partit Republicà Català, el grup de L'Opinió i Estat Català, és fundat a la Conferència d'Esquerres, el partit Esquerra Republicana de Catalunya.[2]
- 22 de març, Ribes de Freser, província de Girona: s'hi inaugura el cremallera de Núria que, passant per Queralbs, puja fins al santuari de la Mare de Déu de Núria.
- 12 d'abril, Països Catalans: les forces republicanes i d'esquerres guanyen les eleccions municipals a les principals capitals.
- 14 d'abril, Barcelona: arran de la victòria electoral del 12 d'abril, a mig matí, Companys -acompanyat d'Amadeu Aragai i Lluhí i Vallescà- es presenta a la Casa de la Ciutat, on deposa l'alcalde accidental Antoni Martínez i Domingo i des del balcó proclama la República; a les dues i cinc de la tarda, des del balcó del fins aleshores Palau de la Diputació, Francesc Macià proclama la República Catalana integrada en la Federació de Repúbliques Ibèriques i la consegüent formació del govern corresponent, després de destituir el president de la diputació monàrquica, Joan Maluquer i Viladot.
- 17 d'abril, Catalunya: per les pressions del govern espanyol, la República Catalana es converteix en la Generalitat de Catalunya, de la qual Macià n'esdevé el president.
- 1 de maig, Nova York (EUA)ː Inauguració de l'Empire State Building.[3]
- 24 de maig, Catalunya: els ajuntaments elegeixen l'assemblea que haurà de designar la Ponència Redactora de l'Avantprojecte de l'Estatut de Catalunya, que es reunirà a Núria durant el mes de juny.
- 3 de juny, Les Masies de Roda: El monestir de Sant Pere de Casserres és declarat Monument Històric Artístic.[4]
- 20 de juny, Núria, Queralbs, província de Girona: la Ponència Redactora de l'Avantprojecte de l'Estatut de Catalunya, presidida per Jaume Carner enllesteix la feina.
- 23 de juny, Barcelona: s'hi publica el primer número del setmanari satíric "El Be Negre".
- 28 de juny, Catalunya: a les eleccions generals espanyoles triomfen la coalició de republicans d'esquerra i socialistes.
- 2 d'agost, Catalunya: s'hi aprova en referèndum l'Estatut de la Generalitat provisional, conegut com l'estatut de Núria.
- 9 de novembre, apareix el diari La Humanitat. Lluís Companys n'és el seu primer director (fins al gener del 1934).[5]
- Barcelona: inauguració de les Galeries Syra.[6]
- Granollers: es funda l'Esbart Dansaire de Granollers.[7]

Resta del món
- 12 d'abril, Espanya: les forces republicanes i d'esquerres guanyen les eleccions municipals a les principals capitals.
- 14 d'abril, Madrid, Espanya: arran de la victòria en les eleccions municipals del 12 d'abril, a l'horabaixa, el poble madrileny es llança al carrer multitudinàriament; el comandant de la Guàrdia Civil, el general Sanjurjo, no pot garantir la continuïtat de la monarquia i el rei Alfons XIII el Cametes es veu obligat a abdicar.
- 18 d'agost, Madrid, Espanya: les Corts conclouen l'elaboració del projecte de Constitució de la Segona República Espanyola.
- 1 d'octubre, Espanya: La Segona República Espanyola reconeix el dret de vot a les dones.[8]
- 9 de desembre, Madrid, Espanya: les Corts aproven la nova Constitució.[9]
- Ernst Ruska construí el primer microscopi electrònic de transmissió a la Universitat de Berlín.[10]
- Maurice Ravel estrena el seu Concert per la mà esquerra dedicat al compositor austríac Paul Wittgenstein que havia perdut el braç dret a la primera guerra mundial.

### Premis Nobel
| Camp                  | Guardonats                             |
| --------------------- | -------------------------------------- |
| Física                | No atorgat                             |
| Química               | - Carl Bosch - Friedrich Bergius       |
| Medicina o Fisiologia | - Otto Heinrich Warburg                |
| Literatura            | - Erik Axel Karlfeldt                  |
| Pau                   | - Jane Addams - Nicholas Murray Butler |

## Naixements
Països Catalans
- 5 de gener - Barcelona: Juan Goytisolo i Gay, escriptor i periodista català en castellà (m. 2017).[11]
- 25 de gener - Barcelona: Roser Bofill i Portabella, periodista catalana, pionera en el periodisme religiós (m. 2011).[12]
- 1 de febrer - Barcelona: Maria Lluïsa Borràs, doctora en Història de l'Art, escriptora, crítica i comissària d'exposicions (m. 2010).[13]
- 5 de febrer - Oliva (País Valencià): Vicente Parra, actor valencià.[14]
- 7 de febrer - Barcelona: Miquel Milà i Sagnier, dissenyador industrial i interiorista català (m. 2024).[15]
- 9 de febrer - Barcelona: Xavier Benguerel i Godó, fou un compositor català.[16]
- 23 de febrer - Barcelona: Irene Peypoch i Mani, museòloga catalana, crítica de teatre i escriptora (m. 1998).
- 7 de març - Tortosa: Gerard Vergés i Príncep, farmacèutic, professor universitari, poeta i assagista català.
- 19 de març - Ocaña, Toledo: Trinidad Sánchez-Pacheco, historiadora de l'art i directora museística a Barcelona (m. 2001).[17]
- 14 d'abril - Barcelona: Fanny Da Rosa, escriptora.
- 2 de maig - Barcelona: Núria Pompeia Vilaplana i Boixons, dibuixant i escriptora (m. 2016).[18]
- 15 de maig - Barcelona: Carmen Añón Feliú, paisatgista, especialista en paisatges culturals i històrics.[19]
- 3 de juny - Barcelona: Alfons Borrell i Palazón, pintor abstracte català (m. 2020).[20]
- 6 de juny - Barcelona: Víctor Mora Pujadas, escriptor, traductor i guionista de còmics català.
- 7 de juny - Londresː Amelia Edwards, novel·lista, periodista, viatgera i primera egiptòloga anglesa (m. 1892).[21]
- 21 de juny - Badalona, Barcelonès: Joan Argenté i Artigal, poeta i advocat català (m. 2015).[22]
- 26 de juliol - Barcelona: Isabel Bas i Amat, il·lustradora i guionista catalana (m. 2023).[23]
- 20 d'agost - Barcelona: Maria Rosa Alonso i Solanes, compositora de sardanes i directora de l'Esbart Català de Dansaires (m. 2014).[24]
- 24 d'agost - Palma: Romà Alís Flores, compositor i pianista mallorquí (m. 2006).[25]
- 29 d'agost - Alcoi: Rafael Sanus Abad, bisbe auxiliar emèrit de València i teòleg valencià (m. 2010).
- 9 de setembre - el Pont d'Armentera, Alt Camp: Pilar Malla, mestra i política, fou diputada i primera Síndica de Greuges de Barcelona.[26]
- 17 d'octubre - Barcelona: Armand de Fluvià i Escorsa, genealogista i heraldista, pioner de l'activisme pels drets de les persones homosexuals (m. 2024).[27]
- 19 d'octubre - Maó, Menorca: Pilar Perdices, pintora menorquina.[28]
- 27 d'octubre - Barcelona: Pilar Barril, jugadora de tennis, onze cops campiona de Catalunya i vint-i-un campiona d'Espanya (m. 2011).[29]
- 28 de novembre - Riudoms: Joan Guinjoan Gispert, compositor de música contemporània.
- Barcelona: Francesc Freixa i Sanfeliu, metge.

Resta del món
- 2 de gener, Lwów, Ucraïna actual: Janina Altman, química i escriptora polonesa i israeliana, autora d'unes memòries de l'holocaust.[30]
- 3 de gener, Łódź: Józef Walczak, entrenador i futbolista polonès que jugava en la demarcació de defensa.
- 6 de gener, Nova York: E. L. Doctorow, escriptor nord-americà (m. 2015).
- 11 de gener, Nova York, Eve Queler: directora d'orquestra estatunidenca.[31]
- 12 de gener, Istanbul: Leyla Erbil, una de les escriptores contemporànies capdavanteres a Turquia (m. 2013).[32]
- 13 de gener, Oguta: Flora Nwapa, escriptora nigeriana, «mare de la literatura africana moderna».[33]
- 20 de gener, Rye, Nova York (EUA): David Morris Lee, físic nord-americà, Premi Nobel de Física de l'any 1996.
- 22 de gener, Clarksdale (Mississipi): Sam Cooke, cantant i emprenedor nord-americà (m. 1964).
- 28 de gener, Milà: Lucia Bosè, actriu cinematogràfica italiana (m. 2020).[34]
- 8 de febrer: Marion, Indiana, EUA: James Dean, actor de cinema estatunidenc.
- 23 de febrer, Mzimba, Nyasalàndia: Desmond Dudwa Phiri, escriptor de Malawi (m. 2019).[35]
- 18 de febrer, Lorain, Ohio (EUA): Toni Morrison, escriptora afroamericana, Premi Nobel de Literatura de l'any 1993 (m. 2019).[36]
- 18 de febrer, Sevilla, Espanya: Laura Valenzuela, actriu espanyola.[37]
- 2 de març, Privólnoie, URSS: Mikhaïl Gorbatxov, polític soviètic, Premi Nobel de la Pau de l'any 1990.[38]
- 21 de març, Milà: Alda Merini, poeta, pensadora, aforista i escriptora italiana (m. 2009).[39]
- 22 de març, Nova York: Burton Richter, físic nord-americà, Premi Nobel de Física de l'any 1976.
- 31 de març: Robert Ouko, ministre del govern de Kenya.
- 13 d'abril, Montecosaro, Marques (Itàlia): Anita Cerquetti, soprano dramàtica italiana (m. 2014).[40]
- 15 d'abril, Estocolm, Suècia: Tomas Tranströmer, escriptor, poeta i traductor suec, Premi Nobel de Literatura 2011 (m. 2015).[41]
- 24 d'abril, West Norwood, Londres: Bridget Riley, pintora anglesa, figura destacada del moviment artístic de l'Op Art, o art òptic.[42]
- 27 de maig, Mansura: Faten Hamama, productora i coneguda actriu egípcia de cinema i televisió (m. 2015).[43]
- 30 de maig, Riga: Vizma Belševica, poeta, escriptora i traductora letona nominada al premi Nobel de literatura (m. 2005).[44]
- 31 de maig: 
  - Oak Park, Illinois (EUA): John Robert Schrieffer, físic estatunidenc, Premi Nobel de Física de l'any 1972 (m. 2019).[45]
  - Nova Orleans, EUA: Shirley Verrett, mezzosoprano afroamericana, que cantà amb èxit papers de soprano (m. 2010).[46]
- 11 de juny, Sedan, Ardenes (França): Frédérick Tristan, escriptor i poeta francès, Premi Goncourt de 1983.[47]
- 12 de juny, Neuchâtel, Suïssa: Claudia Andujar, fotògrafa brasilera coneguda per la seva feina fotoperiodística.[48]
- 20 de juny: 
  - Grapevine: Mary Lowe Good, química inorgànica que realitzà recerca industrial (m. 2019).[49]
  - Lowell, Massachusetts: Olympia Dukakis, actriu estatunidenca guanyadora d'un Oscar i d'un Globus d'Or.[50]
- 22 de juny, Caucas, URSS: Oleg Kotzarev, violoncel·lista, compositor i administrador cultural rus, instal·lat a l'Argentina.
- 27 de juny, Waalwijk, Països Baixos: Martinus J.G. Veltman, físic neerlandès, Premi Nobel de Física de l'any 1999.[51]
- 1 de juliol, Boulogne-Billancourt, Alts del Sena: Leslie Caron, actriu i ballarina francesa.[52]
- 7 de juliol, Dayton (Ohio): Dorothy Stang, membre de la Congregació de les Germanes de Nostra Senyora de Namur.
- 9 de juliol, Khàrkiv, Ucraïna, URSS: Valentina Borok, matemàtica ucraïnesa soviètica (m. 2004).[53]
- 10 de juliol, Wingham (Canadà): Alice Munro, escriptora de contes, Premi Nobel de Literatura 2013 (m. 2024).[54]
- 26 de juliol, Seattle, Washington: Patti Bown, pianista, compositora i cantant de jazz estatunidenca (m. 2008).[55]
- 15 d'agost, Springfield (Massachusetts): Richard Fred Heck, químic estatunidenc, Premi Nobel de Química de 2010 (m. 2015).[56]
- 17 d'agost: Dominick Elwes, pintor de retrats anglès.
- 23 d'agost, Nova York, EUA: Hamilton Othanel Smith, microbiòleg nord-americà, Premi Nobel de Medicina o Fisiologia de 1978.[57]
- 28 d'agost, Amsterdam: Cristina Deutekom (nascuda Stientje Engel), cantant d'òpera neerlandesa (m. 2014).[58]
- 30 d'agost, Santa Cruz de Tenerife, Canàries: Agustín Sánchez Quesada, futbolista espanyol que exercia en posició de davanter.[59]
- 4 de setembre, Chicago, EUA: Mitzi Gaynor, actriu, cantant i ballarina estatunidenca (m. 2024).
- 12 de setembre,Saratoga, Texas (EUA): George Jones, cantant estatunidenc (m. 2013).[60]
- 14 de setembre, Praga: Ivan Klíma, escriptor txec.[61]
- 17 de setembre, Nova York, Estats Units: Anne Bancroft, actriu i directora estatunidenca (m. 2005).[62]
- 19 de setembre, Kispest, Budapest: Márta Mészáros, directora de cinema hongaresa, amb una obra cinematogràfica molt personal.[63]
- 21 de setembre, Fort Worth, EUA: Larry Hagman, actor nord-americà (m. 2012).
- 29 de setembre, Chicago, Illinois, EUA: James Cronin, físic nord-americà, Premi Nobel de Física de l'any 1980 (m. 2016).[64]
- 3 d'octubre, Nkana, Rhodèsia del Nord: Denise Scott Brown, arquitecta i urbanista molt influent en el segle xx.[65]
- 6 d'octubre, Gènova, Regne d'Itàlia: Riccardo Giacconi, físic estatunidenc d'origen italià, Premi Nobel de Física de l'any 2002 (m. 2018).[66]
- 7 d'octubre, Klerksdorp, Província de Transvaal, Unió Sud-africana: Desmond Tutu, sacerdot anglicà i pacifista, Premi Nobel de la Pau de 1984.
- 7 d'octubre, Sakai: Ryuzo Hiraki, futbolista.
- 24 d'octubre, Txístopol: Sofia Gubaidúlina, compositora russotàtara, considerada entre els 50 millors compositors del món.[67]
- 25 d'octubre, París, Annie Girardot, actriu cinematogràfica i teatral francesa (m. 2011).[68]
- 27 d'octubre, Kafr Tahla, Egipte: Nawal al-Sa'dawi, escriptora, metgessa, activista feminista egípcia, Premi Internacional Catalunya 2003.[69]
- 28 d'octubre, Córdoba, Argentinaː Analía Gadé, actriu argentina establerta a Espanya (m. 2019).[70]
- 4 de novembre, Lisboa: Maria Gabriela Llansol, escriptora i traductora portuguesa (m. 2008).[71]
- 6 de novembre, Las Palmas de Gran Canaria: Pinito del Oro, trapezista, escriptora i empresària espanyola (m. 2017).[72]
- 9 de novembre, Pisa: Lia Levi, escriptora i periodista italiana.[73]
- 18 de novembre, Madrid, Blanca Álvarez, periodista espanyola, pionera de Televisió Espanyola des de la seva fundació.[74]
- 22 de novembre, Santiago de Compostel·la: Xohana Torres, escriptora gallega.[75]
- 26 de novembre, 
  - Buenos Aires, Argentina: Adolfo Pérez Esquivel, escultor i pacifista argentí, Premi Nobel de la Pau de 1980.
  - Vallonara di Marostica, Itàlia: Giuliana Minuzzo, esquiadora italiana, primera dona italiana a guanyar una medalla olímpica.[76]
- 9 de desembre, Artemisa, Cuba: Ciro Redondo, Comandant de la Revolució Cubana (m. 1957).[77]
- 11 de desembre, Birmingham: Anne Heywood, actriu britànica.[78]
- 24 de desembre, Buenos Aires, Argentina: Mauricio Kagel, compositor argentí (m. 2008).[79]
- Damasc, Síria: Zakaria Tamer, escriptor sirià en àrab.
- Chicago: Herman Bailey, artista afroamericà.
- Altagracia de Orituco: Juan Calzadilla, poeta, pintor i crític d'art.

## Necrològiques
Països Catalans
- Vic, Osona: Marià Serra i Esturí, periodista i canonge de la Catedral de Vic (n. 1867).
- 16 de febrer - Madrid, Espanya: Joan Vert, compositor valencià de sarsueles (n. 1890).[80]
- 11 de març - Sabadell, Vallès Occidental: Josep Renom i Costa, arquitecte.
- 11 d'abril - Barcelona: Teresa Claramunt i Creus, dirigent anarcosindicalista catalana.[81]
- 13 de juny - Aranjuez, Espanya: Santiago Rusiñol i Prats, artista, periodista català.
- 1 de setembre - Barcelona: Enric Sagnier i Villavecchia, prolífic arquitecte català (n. 1858).[82]

Resta del món
- 23 de gener - Sant Petersburg: Anna Pàvlova, ballarina russa (n. 1881).[83]
- 4 de febrer - Cartago: Herman ten Kate, antropòleg neerlandès que feu un treball extens sobre els pobles indis de Baixa Califòrnia.
- 23 de febrer - Sydney: Nellie Melba, cantant d'òpera australiana (n. 1861).[84]
- 26 de febrer - Göttingen (Alemanya): Otto Wallach, químic alemany, Premi Nobel de Química de 1910 (n. 1847).
- 4 de març - 
  - Viena: Emil Ernst August Tietze, geòleg.
  - Santiago de Xile, Xile: Victoria Subercaseaux Vicuña, socialite xilena (n. 1848).[85]
- 7 de març - Davos, Suïssa: Theo van Doesburg, pintor holandès.
- 11 de març - Santa Bàrbara, Califòrnia, Estats Units: F. W. Murnau, director de cinema alemany (n. 1888).[86]
- 19 de març - Athens, Geòrgiaː Lucy May Stanton, pintora estatunidenca (n. 1875).[87]
- 21 de març - Viena: Erik Schmedes, tenor danès.
- 25 de març - Chicago: Ida B. Wells, periodista i sufragista estatunidenca, líder del moviment afroamericà pels drets civils (n. 1862).[88]
- 2 d'abril - Wimbledon, Anglaterraː Katharine Tynan, poetessa i escriptora irlandesa (n. 1859).[89]
- 8 d'abril - Estocolm (Suècia): Erik Axel Karlfeldt, poeta suec, Premi Nobel de Literatura de 1931 (n. 1864).[90]
- 10 d'abril - Nova York, els EUA: Khalil Gibran, poeta i pintor d'origen àrab libanès establert als Estats Units, on va escriure en àrab i anglès (n. 1883).[91]
- Abril, Tívoli - Regne d'Itàlia: Giuseppe Radiciotti, musicòleg i compositor italià.
- 9 de maig - Pasadena, California (EUA): Albert Abraham Michelson, físic nord-americà, Premi Nobel de Física de 1907 (n. 1852).[92]
- 12 de maig - Trieste: Ernestina Bendazzi Garulli, soprano italiana (n. 1864).[93]
- 22 de juny - Mézin (França): Armand Fallières, advocat, President de la República Francesa (n. 1841)[94]
- 4 de juliol - Nova York: Emma Cecilia Thursby, cantant d'òpera novaiorquesa (n. 1845).[95]
- 12 de juliol - Uppsala (Suècia): Nathan Söderblom, teòleg luterà suec, Premi Nobel de la Pau de 1930 (n. 1866).[96]
- 5 d'agost - Ottawa: George Bryce, historiador canadenc.
- 28 de setembre - Blankenburgː Philippine Engelhard, intel·lectual i poeta alemanya del grup Universitätsmamsellen (n. 1756).[97]
- 3 d'octubre - Copenhaguen: Dinamarca: Carl Nielsen, compositor danès (n. 1865).[98]
- 18 d'octubre - West Orange, Nova Jersey (els EUA): Thomas Alva Edison, físic i prolífic inventor estatunidenc (n. 1847).[99]
- 21 d'octubre - Viena: Arthur Schnitzler, dramaturg i novel·lista austríac en llengua alemanya, metge neuròleg de professió (n. 1862).
- 19 de desembre - Berlín, Alemanya: Marie Lehmann, soprano operística alemanya (n. 1851).[100]